# Звезден сблъсък
„Звезден сблъсък“ (на английски: Starstruck) е американски тийнейджърски филм.

## Сюжет
Филмът разказва историята на поп звездата Кристофър Уайлд (Стърлинг Найт) и срещата му с момичето от малък град Джесика Олсън (Даниел Кембъл).
Цялото семейство Олсън отива в Лос Анджелис, Калифорния, за да посети баба Олсън. През това време филмов режисьор предлага на Кристофър роля във филм, но първо трябва да се докаже, като не се появява на кориците на списания. Кристофър обаче вече е обещал на приятелката си Алексис (Челси Стоб) да свири на партито и в клуб 21. Сара, вманиачена сестра на Джесика, я убеждава да отидат на концерта му.
Като пристигат, Сара оставя сестра си в колата. След като ѝ омръзва да седи там, Джесика излиза да търси Сара. След като си тръгва от концерта, Кристофър попада случайно на Джесика и я блъска със задната врата на сцената. Веднага я завежда в болницата, след това в дома си. След като я завежда вкъщи разбира, че го преследват папараци и моли Джесика да остане в гаража.
На следващата сутрин Сара и Джесика отиват на плажа в Малибу и там тя попада на Кристофър, криещ се от папараците. За да може да се прибере вкъщи на Кристофър му трябва кола, която папараците няма да познаят. Затова Джесика му дава на заем колата на баба си.
Изведнъж цяла орда от фотографи се появяват на плажа, затова и двамата се качват в колата и си тръгват. Преди да се прибере, Кристофър предлага да разведе Джесика из Лос Анджелис. Обиколката е забавна и двамата се сближават. Но изведнъж се появяват папараци и двамата поемат по странична пътека с колата. Случайно попадат в плаващи пясъци и колата на бабата на Джесика потъва. Ядосана, Джесика нарича живота на Кристофър нереален и фалшив. След като и двамата се успокояват, Кристофър споделя, че с нея се чувства нормален. В този момент Джесика започва да си пада по него.
Когато се връщат на плажа Кристофър и казва, че не може да каже на никого за приживяното през деня, и че връзката свършва тук. Джесика си тръгва с разбито сърце, а Кристофър е заобиколен от тълпа фенове и папараци, един от който разбира за тяхната връзка и започва да следи Джесика. Когато се прибира в Мичиган, къщата на Джесика е заобиколена от фотографи, а по телевизията Кристофър отрича всякаква връзка с нея. Ядосана от начина по който медиите карат Кристофър да се крие от света, Джесика заявява, че не познава Кристофър Уайлд и не би искала да го познава.
След като вижда това по телевизията, Кристофър осъзнава, че Джесика е била права. Той отказва ролята във филм, защото го карат да лъже. Гаджето му Алексис го зарязва и той осъзнава, че вече е свободен за Джесика.
По-късно на танците в училището на Джесика Кристофър се появява и се извинява чрез песента „Какво си ти за мен“. После взима микрофона и казва на папараците, че той е излъгал и че е луд по Джесика. Усмихната Джесика приема извинението на Кристофър.

## Синхронен дублаж

### Екип
| Роля      | Изпълнител       |
| --------- | ---------------- |
| Ейджей    | Татяна Етимова   |
| Алън Смит | Ненчо Балабанов  |
| Алексис   | Вилма Карталска  |
| Барбара   | Светлана Бонин   |
| Кристофър | Мариан Бачев     |
| Даниъл    | Иван Петков      |
| Дийн      | Христо Бонин     |
| Д-р Лад   | Тодор Георгиев   |
| Баба      | Адриана Андреева |
| Хауърд    | Цветан Ватев     |
| Джесика   | Милена Видер     |
| Либи Лам  | Йоанна Микова    |
| Сара      | Ася Рачева       |
| Шери      | Даниела Горанова |
| Стъби     | Кирил Бояджиев   |

### Българска версия
| Обработка           | Доли Медия Студио |
| ------------------- | ----------------- |
| Режисьор на дублажа | Живка Донева      |
| Адаптация Преводач  | Вилма Карталска   |

1. 1 2 3  Звезден сблъсък.